# أشرم (اسم)
أَشْرَم هو اسم علم مذكر من أصل عربي، ومعناه هو المقطوع أرنبة أنفه.